# Science and Christian Belief
Il  Science and Christian Belief  è una rivista accademica di filosofia, scienza e religione, sottoposta revisione paritaria, pubblicata ogni due anidalla casa editrice Paternoster Press per conto dell'associazione Christians in Science e del Victoria Institute di Londra.
La rivista fu fondata nel 1989 dai caporedattori Oliver Barclay e A. Brian Robins., che ereditarono la tradizione del Victoria Institue, noto anche come Philosophical Society of Great Britain. Essa curava anche la pubblicazione del Journal of the Transactions of The Victoria Institute, fondato nel 1866 e rinominato nel '58 Faith and Thought. Nel 1989, quest'ultimo fu unito al CIS Bulletin, il bollettino informale dell'associazione.

## Indicizzazione
Gli articoli e i relativi abstract sono indicizzati da New Testament Abstracts, Religion Index One: Periodicals, Religious & Theological Abstracts, EBSCO Information Services che lo integra mensilmente nell'indice Academic Search.